# Добринци
Добринци е село в Южна България. То се намира в община Джебел, област Кърджали.

## География
Село Добринци се намира в планински район.

## История
До 1934 година селото носи името Хасан оллар. Според проучванията на Анастас Разбойников през 1830 година то е имало 32 турски къщи, през 1878 - 40, а през 1912 и 1920 година – 47 къщи.

## Население
Преброяване на населението през 2011 г.
Численост и дял на етническите групи според преброяването на населението през 2011 г.:
|                     | Численост | Дял (в %) |
| Общо                | 133       | 100,00    |
| Българи             | 0         | 0,00      |
| Турци               | 92        | 69,17     |
| Цигани              | 0         | 0,00      |
| Други               | 0         | 0,00      |
| Не се самоопределят | 41        | 30,82     |
| Неотговорили        | 0         | 0,00      |